# Cololejeunea magna
Cololejeunea magna là một loài Rêu trong họ Lejeuneaceae. Loài này được (Tixier) Infante & Heras mô tả khoa học đầu tiên năm 1999.